# RF-8
De Aerosan RF-8 (GAZ-98) (Russisch: Аэросани РФ-8 (ГАЗ-98); Aerosani RF-8 (GAZ-98)), was een Russisch verkenningsvoertuig (aerosan) dat ingezet werd tijdens de Tweede Wereldoorlog. De romp had een open cockpit waar twee bemanningsleden in konden plaatsnemen. Vooraan zat de schutter, met een 7,62 mm DT machinegeweer op een soort "Scarff-Ring" en granaten, en achteraan de piloot. De romp bestond uit platen multiplex en bevatte geen pantsering. De cabinevloer was van dun multiplex. De motor werd gemonteerd op een speciaal pylon achter de bestuurder. Onder de motor bevond zich een benzinetank van 80 liter, en een accu. De motor was een GAZ-M-1, die een duwpropeller aandreef. In plaats van wielen, kreeg het voertuig vier ski's, zodat het eruitzag als een sneeuwscooter. Door de motor en ski's, kon de RF-8 op land een snelheid behalen tot 50 km/h.